# Kádzsárok
A Kádzsárok  (perzsa nyelven: سلسله قاجار , angol átírásban Qajar) északkelet-iráni nomád turkománok voltak, akik harcias életmódjukkal fokozatosan meghódították Perzsia területeit. Vezérük, Aga Mohamed kán (még Nadír sah egyik utóda kasztráltatta, innen származik az aga mellékneve) Karím zand kán  foglyaként élt, annak halála után, 1779-ben kiszabadult és csapatokat szervezett. 1786-ban megszerezte a hatalmat a teljes szafavida iráni területek fölött. Teheránt tette meg székhellyé, és 1796-ban perzsa sahhá koronáztatta magát. Amikor 1797-ben merénylet áldozata lett, Perzsia már egy újra egyesített közép-ázsiai nagyhatalomnak számított.

## Történelem

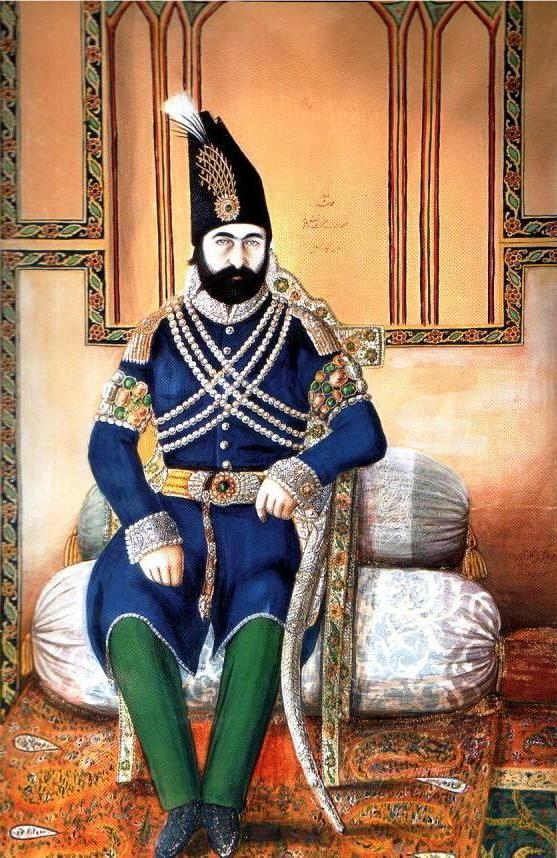
Mohammad sah Kádzsár (1834–1848)

Az országban a gazdasági nehézségek miatt az európai befolyás egyre inkább erősödött. Fath-Ali perzsa sah (1797–1834) szorosan együttműködött a britekkel, akik az egyre erősödő és független Afganisztán politikai és katonai befolyásától féltették indiai érdekeltségeiket. Ugyanekkor az azerbajdzsáni térségben Oroszország politikai aktivitása is rohamosan nőtt. Perzsia kénytelen volt átadni azerbajdzsáni és kaukázusi területeit Oroszországnak (gulisztáni béke 1813, turkománcsai béke 1828). Fath-Ali fia, Abbász Mirza koronaherceg, illetve unokája, Mohammad sah (1834–1848) azonban már nem a britekkel, hanem az oroszokkal szövetkezett: Kelet felé fordult, afganisztáni és kelet-ázsiai katonai expedíciókat szervezett, azonban a britekkel szemben visszavonulásra kényszerült. 1840 körül a báb mozgalom (a bahái hit előfutára) felszámolásába kezdett, iráni területről gyakorlatilag teljesen kiirtva a születő vallás követőit (1852).
Nászer ad-Dín perzsa sah (1848–1896) uralkodása alatt Irán európai gazdasági függése már hatalmas méreteket öltött. Ezt a kereskedők nem nézték jó szemmel, de a síita imámok sem, hiszen az ország gazdasági és vallási függetlenségét látták veszélyben. Dzsamál ad-Dín al-Afgáni (1838–1897) vallástudós nyugatellenes agitációba kezdett, és széles néptömegek támogatását élvezte. Nászer ad-Dín sahot al-Afgáni hívei gyilkolták meg 1896-ban. Fia, Mozaffar ad-Dín sah (1896–1907) az angoloknak adott monopóliumokat (főleg dohány és vámjövedékek) újabb orosz kölcsönökkel tetézte, amelyek ellentételezései tovább rontották az ország kiszolgáltatott helyzetét.
1906-ban választott parlament (madzslisz) alakult, amely alkotmány elfogadására kötelezte a sahot, így az ország alkotmányos monarchiává alakult. 1907-ben az ország három érdekövezetre szakadt, brit, orosz és semleges övezeteket jelöltek ki. Mohammad Ali perzsa sah 1907–1909-ig orosz segítséggel (kozákokkal) megostromolta a parlamentet, ezzel polgárháború tört ki. A sahnak menekülnie kellett az országból. Fia, Ahmad perzsa sah (1909–1925) még fiatal volt a kormányzásra, így az államirányítási feladatokat helyette a parlament látta el.
Az I. világháború alatt Perzsia területeit brit és orosz csapatok lepték el. A déli területeken síita, eredetileg vallási indíttatású politikai lázadás tört ki, annak hatására is, hogy ezen a területen 1919-ben a britek protektorátust hoztak létre. Ezt ugyan 1921-ben feloldották, de az elégedetlenség a tehetetlen, bábként kormányzó Ahmad sah ellen egyre nőtt.
A kozák hadtest parancsnoka Reza Pahlavi az ország hadügyminisztere, akinek személyes példaképe a török Mustafa Kemal Atatürk volt, 1921-től államcsínyt készített elő, majd 1925-ben lemondatta az utolsó kádzsár uralkodót, Ahmad sahot a hatalomról és 1925-ben sahhá koronáztatta magát.